# ラドンナ・ハリス
ラドンナ・ハリス（LaDonna Vita Tabbytite Harris、1931年2月15日生）は、アメリカインディアンのカイオワ・コマンチ族 の民族運動家、政治家、人権活動家、作家。

## 来歴
1931年2月15日、ラドンナ・ハリスはオクラホマ州テンプルで、アイルランド系白人のドナルド・クロフォードと、コマンチ族のリリー・タビータイトとの間に生まれた。彼女の生まれた土地は、ドーズ法でインディアン保留地が没収分割された割り当て地である。生まれてすぐに両親は離婚したので、母とともに母方の祖父母であるジョンとウィッキーの住むウォルターズに移った。
彼女の祖母ウィッキーはキリスト教徒だったが、祖父のジョンはシル砦でインディアン斥候として働いた部族の呪い師で、その家庭は伝統的なコマンチ族の文化を保っていた。このため、ラドンナは白人とインディアン両者にまたがった文化的影響下で育った。6歳まで彼女はコマンチ語を話したが、公立学校入学後は英語を教え込まれた。高校で彼女はのちに夫となる白人のフレッド・ハリスと出あった。フレッドは貧しい小作人の息子で政治家志望だった。結婚後、彼女は夫の大学と法律学校への進学を助けた。結婚後、キャサリン、バイロン、ローラの三子をもうけた。のちにフレッドは、オクラホマ州上院議員に当選した。
1965年、ハリス一家はワシントンD.C.に移った。南東部の黒人の公民権運動に刺激を受けたラドンナは、オクラホマ州ロートンで60部族を集めてインディアン組織「オクラホマのインディアンに機会を」（OIO）を設立し、南西部インディアンの権利要求運動を始めた。この年、その功績を称えられ、「本年度の最優秀インディアン」に選ばれている。
その後、「地方の住宅全米会議」、「全国精神衛生協会」、「反住宅差別全米委員会」、「都市連合全米運営委員会」などの団体に関わるようになり、彼女の働きに注目したリンドン・ジョンソン合衆国大統領は1967年に「貧困との戦いに対する女性の諮問全米会議」、1968年に「インディアンの機会のための全米会議」（NCIO）をそれぞれ設立し、彼女を議長に任命した。ラドンナは「OIO」を離れ、「NCIO」に参加したが、この組織は彼女にとっては不満が多かった。
1970年、NCIOを辞め、「アメリカインディアンの機会のための基金」（AIO）を設立。1972年、リチャード・ニクソン大統領と掛け合い、ブルーレイクのタオス・プエブロ族の主権保全や、連邦条約を解消され「絶滅」させられたメノミニー族の「復活」に尽力した。また「南北アメリカ先住民協会」の代表として、ラテンアメリカ、アフリカ、ソ連を歴訪し、世界各国の先住民の元を訪れ、連帯した。
1972年、「アメリカインディアン運動」（AIM）がワシントンD.C.で決行した「BIA本部ビル占拠抗議」では、これを表敬訪問し、支援を表明した。
1975年、ジェラルド・R・フォード大統領が「国際婦人年の遵守委員会」議長にラドンナを選出したが、夫フレッドが議員を退職したため、家族はオクラホマへ戻り、「AIO」の事務所をオクラホマに移転させた。1977年、ジミー・カーター政権国務長官のサイラス・ヴァンスは、ラドンナを「ユネスコ」に派遣。またカーター大統領はラドンナを経済機会局の特別顧問として招いた。ラドンナはこれをもとにインディアンの経済発展のための訓練プロジェクト「ピースパイプ計画」を立ち上げた。1980年には「市民の党」から副大統領選に出馬した。
ラドンナは経済機会局顧問としてインディアン部族の経済発展のため「エネルギー資源部族会議」を援助し、フレッドと離婚した後、娘ローラとともに「AIO」の運営を続け、インディアン運動に専念している。

## 関連作品
- 『LaDonna Harris : A Comanche Life』（Lakota Times,Indian Country Today,2000）－　ラドンナの自伝書。
- 『ラドンナ・ハリス インディアン101』 - 2008年、ジュリアナ・ベンジャミン監督によるドキュメンタリー映画。コマンチ族映画祭、サンダンス映画祭出品作。